# 埃爾韋庫
37°37′S 70°35′W / 37.617°S 70.583°W

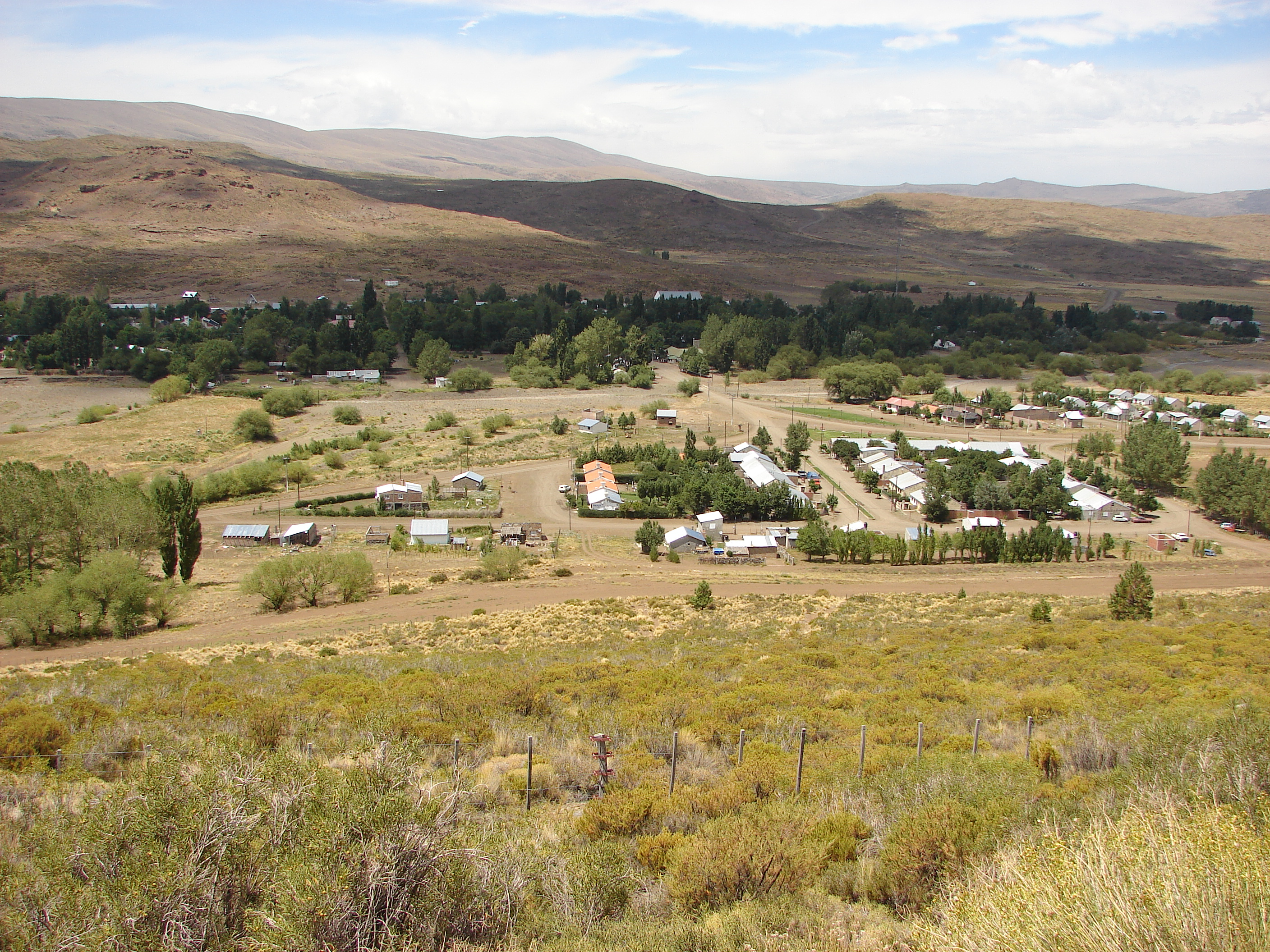
埃爾韋庫

埃爾韋庫（西班牙語：El Huecú），是阿根廷的城鎮，位於該國西部內烏肯省，是尼奧爾金縣的首府，始建於1915年10月20日，距離內烏肯370公里，海拔高度1,569米，2010年人口1,172。